# Torre Pagans
La Torre Pagans és una casa de Celrà (Gironès) inclosa a l'Inventari del Patrimoni Arquitectònic de Catalunya.

## Descripció
És un gran casal unifamiliar aïllat, desenvolupat en planta baixa, dos pisos i unes golfes. La coberta és de teula amb diverses pendents, adaptant-se a la forma irregular de la planta. Una part de la coberta és una terrassa plana, protegida amb una barana de balustres, a la que s'hi accedeix per mitjà d'un badalot col·locat a un angle de l'edifici. La casa és construïda amb murs portants. L'acabat de les façanes és arrebossat i pintat. La teulada presenta grans ràfecs, que en la confluència amb les parets s'hi pot veure una filera de rajoles ceràmiques que combinen dos colors. Les diferents obertures són de proporcions verticals i el sistema de tancament és amb persianes de llibret.

## Història
L'edifici respon a la tipologia tan característica de xalet amb torre que es desenvolupà sobretot des de l'últim terç del segle passat. És situat a l'interior d'un gran jardí i formava part de l'antic recinte de la fàbrica "Estractos Curtientes y Productos Químicos S.A." Actualment aquest edifici es troba abandonat.